# Masatoshi Mihara
Masatoshi Mihara (jap. 三原 雅俊 Mihara Masatoshi; ur. 2 sierpnia 1988) – japoński piłkarz występujący na pozycji pomocnika. Obecnie występuje w Vissel Kobe.

## Kariera klubowa
Od 2006 roku występował w klubach Sagan Tosu, Vissel Kobe, Zweigen Kanazawa i V-Varen Nagasaki.